# Histoire de l'homosexualité
Pour des articles plus généraux, voir Homosexualité, Lesbianisme et Histoire LGBT.
L'histoire de l'homosexualité est une histoire multiple. Elle regroupe diverses histoires différentes en fonction des aires géographiques, même si la mondialisation, en particulier culturelle, politique et sanitaire permet l'émergence d'une histoire mondiale de l'homosexualité. Les hommes et femmes homosexuels ont aussi une histoire parfois commune, parfois évoluant de manière parallèle. Enfin, l'histoire de l'homosexualité a de nombreux liens avec l'histoire de la bisexualité ou plus généralement des autres minorités sexuelles et de genre.

## Histoire mondiale
Jusqu'à la fin du XIXe siècle, il n'y a pas d'histoire mondiale unifiée de l'homosexualité, mais des histoires locales définies sur des aires linguistiques, culturelles, religieuses et politiques.
Trois ensembles d'évènements vont aboutir à l'émergence d'histoires globales de l'homosexualité : le colonialisme européen, qui s'accompagne d'une diffusion du christianisme ainsi que du système de genre occidental en Amérique, en Afrique et en Asie ; l'émergence du premier mouvement homosexuel, qui évoluera par la suite en mouvement LGBT, et permettra de porter des revendications politiques dans le monde ; la mondialisation, qui permet à ce que les œuvres musicales, cinématographiques ou littéraires circulent à échelle globales ; et enfin, les pandémies, en particulier du Sida et du Covid-19, qui affectent toutes les communautés homosexuelles du monde.

## Histoires régionales

### Europe et Occident

#### Antiquité

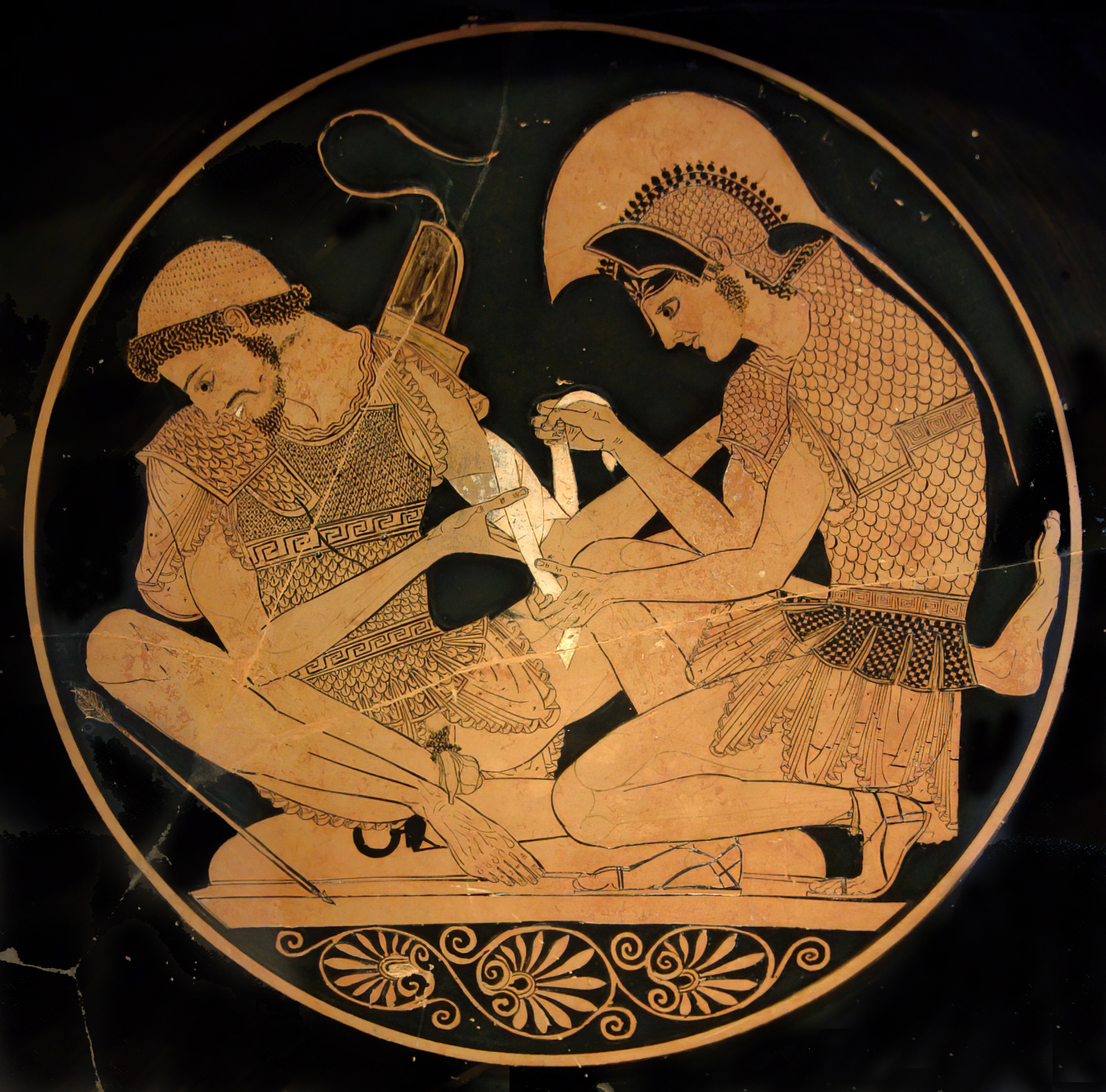
Achille pansant Patrocle, sexe nu (Kylix à figures rouges du peintre de Sôsias, v. -500, Staatliche Museen, Berlin).

Les sociétés préchrétiennes montraient plus ou moins de tolérance ou d'acceptation vis-à-vis des pratiques homoérotiques. Pour beaucoup d'entre elles, ces pratiques étaient toutefois très codifiées socialement, et tout écart vis-à-vis de ces normes pouvait être mal perçu, voire considéré comme délictueux. Par exemple, dans certaines cités de la Grèce antique, la pédérastie était pratiquée dans le cadre de l'éducation d'adolescents mâles, mais de façon généralement très codifiée. Ainsi, à Athènes, l'éraste, partenaire adulte, devait être actif dans la relation sexuelle, et l'éromène, adolescent, passif, faute de quoi la relation était considérée comme immorale. Par ailleurs, l'homosexualité exclusive demeurait quelque chose de rare, la pédérastie n'excluant absolument pas les relations avec les femmes ni la procréation.
On relève également que plusieurs sociétés antiques, comme la Grèce, ont encouragé la création de liens homosexuels dans certains corps d'armée entre des combattants expérimentés et leur disciple. L'on pensait alors que deux hommes amoureux se battraient avec plus de détermination et avec une plus grande morale. Le Bataillon sacré de Thèbes constitue un exemple classique de force militaire bâtie sur cette croyance.
Un des plus célèbres exemples antiques d'homosexualité « guerrière » est sans doute Achille, héros de l'Iliade d'Homère : sa relation avec son cousin et écuyer Patrocle, ambiguë dans le texte homérique, fut considérée par les Grecs (en particulier Eschyle et Platon) puis les Romains de l'Antiquité comme un modèle d'amour entre hommes, tout comme la rage avec laquelle Achille reprend le combat à la mort de son tendre ami. Il est à noter qu'il s'agit là d'une liaison entre hommes du même âge, bien différente de la pédérastie rituelle. Cette histoire mythique servit plus tard à justifier la relation entre Alexandre le Grand et son amant Héphestion,.
La religion juive semblait réprouver les relations homosexuelles, sans en faire pour autant un thème majeur (la seule mention presque explicite se trouve en Lévitique XX;13 : « Si un homme couche avec un homme comme on couche avec une femme, ils ont fait tous deux une chose abominable »).
Jésus n'aborde jamais ce thème dans l’Évangile, mais il est présent chez certains apôtres, notamment Saint Paul, qui se livre à une diatribe extrêmement violente dans son Épître aux Romains (1, 18-31), ce qu'il justifie par le fait que la reproduction devrait selon lui avoir la procréation comme unique but (ce qui n'est pourtant jamais formulé ni par Jésus ni par la tradition juive, qui vante au contraire le plaisir érotique).
En conséquence, la christianisation de l'Empire romain va voir apparaître une méfiance progressive à l'égard des pratiques homosexuelles. En 342, les empereurs convertis Constance II et Constant Ier décrètent dans le Code théodosien : « Lorsqu’un homme s’accouple comme s’il était une femme […] alors nous ordonnons que les lois s’insurgent, que le droit soit armé de l’épée vengeresse, de manière à ce que les peines prévues soient infligées aux infâmes d’aujourd’hui et de demain » (IX, 7, 3). Cette répression concerne essentiellement les personnages nobles ou importants, et notamment les hommes d’Église : en 542, deux évêques, Isaïe de Rhodes et Alexandre de Diospolis, surpris en flagrant délit, sont amputés de leurs pénis et traînés dans les rues de Constantinople, pour servir d’exemple à tous les prélats et à la population.

#### Moyen Âge: de l'indifférence au puritanisme

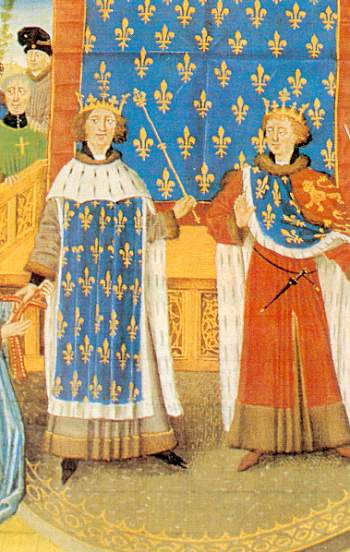
La relation tendre entre Richard Cœur de Lion et Philippe II Auguste est considérée par de nombreux historiens comme relevant de l'homosexualité.

Sur fond de tolérance des peuples germaniques — les lois du Haut Moyen Âge ne font aucune référence à l'homosexualité — la société chrétienne du Moyen Âge entretient des rapports ambigus à l'homosexualité, alors que le mode de vie (monastique ou chevaleresque) fournit un terrain souvent très propice aux amitiés charnelles.
Les Wisigoths répriment la sodomie homosexuelle lors du XVIe concile de Tolède tenu en 693 sous le règne du roi Égica, qui la sanctionne par une peine de castration (peine datant de Chindaswinthe, quelques dizaines d'années auparavant) pour les laïcs, mais seulement une peine de défroquage et d'exil pour les clercs délinquants, bien qu'Egica inclura la peine de castration aux clercs après le concile.
Si la doxa catholique réprime en théorie les actes homosexuels (notamment pour les clercs ayant prononcé des vœux de chasteté) dès les débuts de l’Église, dans les faits cette condamnation n'a que peu d'application concrète. Des personnalités politiques telles que Charlemagne, l'archevêque de Canterbury ou le pape Léon IX sont conscients des mœurs légères en vigueur dans de nombreux monastères, mais refusent d'exclure les coupables de l’Église ou d'appliquer des peines en l'absence de circonstances aggravantes (viol, meurtre, pédophilie, débauche manifeste…). Plusieurs hauts dignitaires de l'Église purent ainsi mener de grandes carrières ecclésiastiques sans inquiétude, et des souverains tels que Richard Cœur de Lion ne cherchèrent pas à dissimuler leur penchant. De même, la littérature monastique connut plusieurs mouvements littéraires très empreints de références homoérotiques (notamment chez Baudri de Bourgueil, Marbode de Rennes ou Ælred de Rievaulx) sans que les autorités ecclésiastiques ne s'en inquiètent.
Au XIe siècle, la notion de sodomia est instituée en droit canon par Pierre Damien, mais il s'agit d'un concept complexe qui englobe de manière générale tous les comportements sexuels ne visant pas à la procréation (donc aussi la masturbation ou la fellation : c'est encore le sens du mot anglais sodomy). Le sexe des impétrants n'est d'ailleurs pas précisé, et la ligne de faille se situe plus entre l'amour charnel au sens large et l'amour intellectuel, qu'entre une sexualité « naturelle » et une autre « contre nature » (notions bien plus tardives).

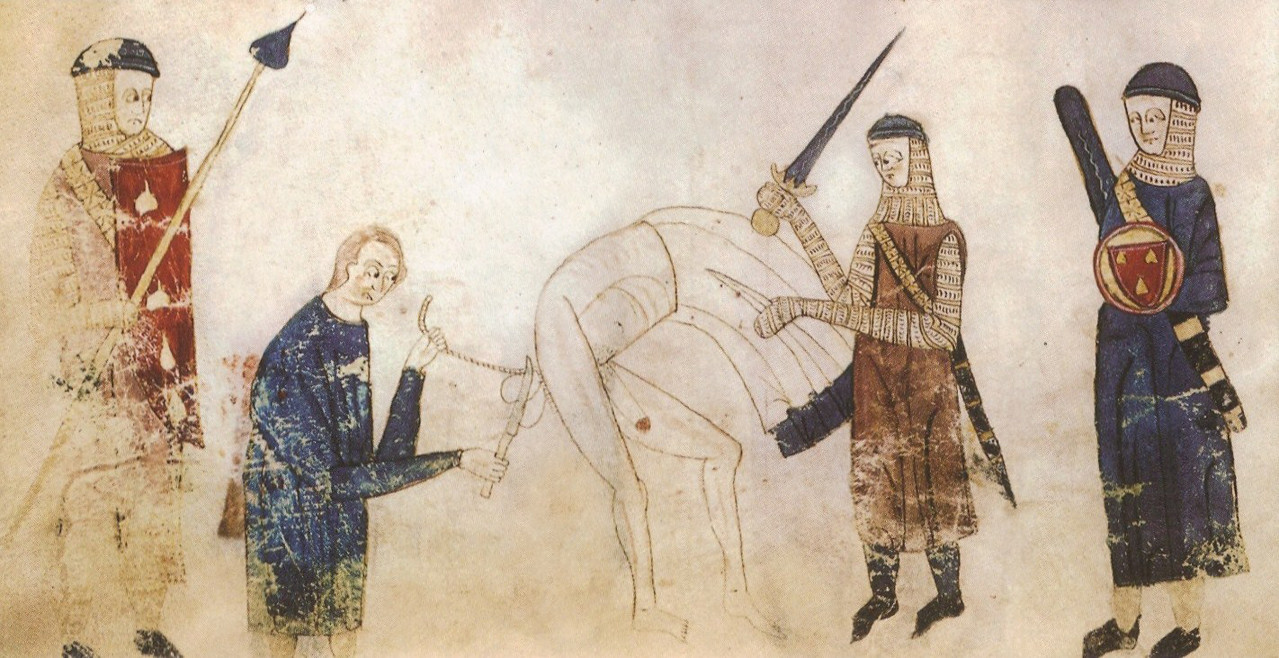
Castration pour homosexualité ou bestialité, Toulouse, 1296.

C'est au XIIIe siècle qu'un changement de politique prend place dans l’Église, puis chez les souverains, dans le cadre de la lutte contre la montée des hérésies : les dortoirs des monastères adoptent des règles de surveillance plus strictes, et des peines commencent à être appliquées pour les coupables de sodomie, allant de l'amende au bûcher, mais le nombre de condamnations effectives demeure très faible.

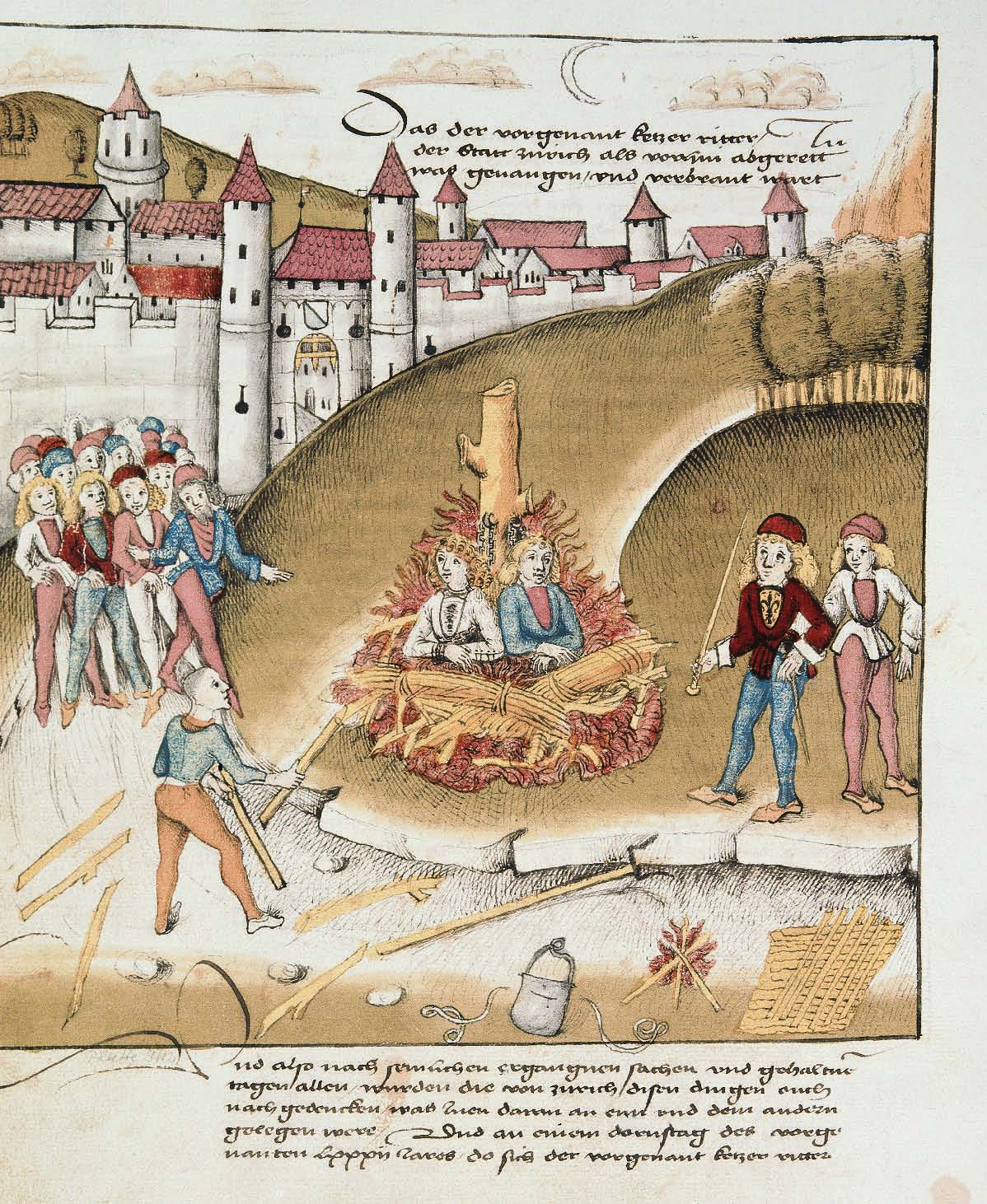
Exécution du chevalier de Hohenbourg et de son écuyer devant les murs de Zurich (1482).

Vers 1260, le traité anonyme Livres de jostice et de plet indique ainsi :

« Quand on aura soupçonné un homme de bougrerie, il doit être mis en prison. Les personnes d'Église doivent faire l'Inquisition de la foi sur lui, et demander de la foi. Et s'il est condamné, le roi le fait mettre à mort. […] Celui qui est sodomite prouvé, doit perdre les couilles, et s'il le fait une seconde fois, il doit perdre le membre ; et s'il le fait une troisième fois, il doit être brûlé. […] Femme qui le fait doit à chaque fois perdre un membre, et la troisième fois, doit être brûlée. Et tous leurs biens sont au roi. »

La sodomie est ainsi souvent connue à la fin du Moyen Âge sous le nom de « bougrerie ». Le terme bougrerie est dérivé de boulgre, qui signifie bulgare, utilisé à l'époque pour désigner les bogomiles (la Bulgarie étant un centre important de cette hérésie), et il existe donc une ambiguïté dans les textes entre la condamnation de l'hérésie et celle de la sodomie. Que la morale bogomile soit en réalité ascétique n'entre pas en considération pour expliquer l'emploi du terme : tous les cathares ne l'appliquaient pas et seuls les « parfaits » n'étaient théoriquement pas dépravés.
En parallèle, l'amour charnel au sein du couple hétérosexuel commence à être valorisé à la même époque, comme métaphore de la relation unissant Jésus et son Église (ce sont les débuts de la sacralisation du mariage), dans une mystique carnaliste très novatrice par rapport aux périodes précédentes.

Cette politique répressive s'accroît aux XIVe et XVe siècles, et l'accusation de sodomie devient une arme politique efficace pour affaiblir des personnalités publiques. La torture est parfois infligée aux coupables d'actes homosexuels ou de sodomie (qu'on appelle alors « délit de l'épine du dos » ou tout simplement « délit de l'épine »).

#### Époque classique
À la sortie du Moyen Âge, un adoucissement des répressions s'opère progressivement, notamment en Italie et en France. De nombreux personnages historiques, artistes, militaires, hommes d'Église, monarques, princes et ducs en France et à l'étranger furent encore accusés d'être homosexuels, à tort ou à raison, mais ce motif seul ne donna presque jamais lieu à des condamnations, d'autant que ces individus étaient pour la très large majorité mariés avec des femmes produisant descendance. Ce fut par exemple en France le cas du roi Henri III, largement suspecté (et ouvertement accusé par les protestants puritains) d'accorder à ses nombreux « mignons » des faveurs pas uniquement politiques.
Alors qu'au XVIe siècle l'accusation de sodomie pouvait encore ponctuellement constituer un motif de pression politique (qui obligea par exemple l'érudit humaniste Marc Antoine Muret à s'exiler), le début du XVIIe siècle et l'admiration pour les héros antiques aux amours masculines célébrées dans la littérature classique, ouvre la voie à un climat de tolérance voire d'admiration vis-à-vis des relations sentimentales entre hommes. Plusieurs grands artistes comme Jean-Baptiste Lully.

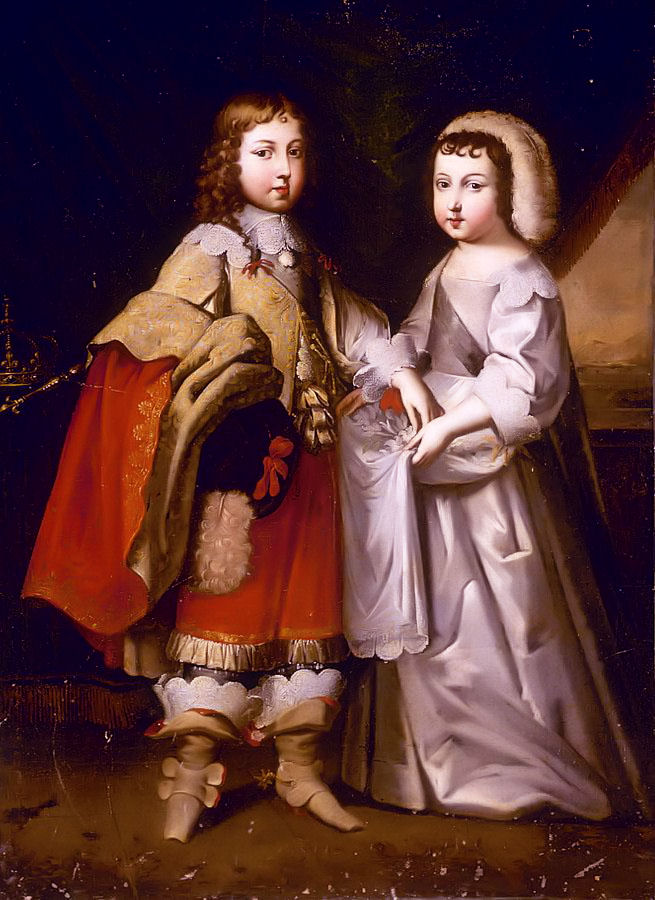
Monsieur (ici en robe), avec son frère Louis XIV.

L'exemple le plus célèbre fut sans doute Philippe d'Orléans (1640-1701), « Monsieur, frère du Roi » (Louis XIV) et mari de « Madame » (Henriette d'Angleterre puis Élisabeth-Charlotte de Bavière), dont il eut respectivement quatre et trois enfants. Celui-ci avait en effet été éduqué d'une manière volontairement féminine par sa mère et le cardinal Mazarin, éprouvés par la Fronde, sans doute dans le but d'éviter toute velléité au trône de sa part. Il fut ainsi habillé en fille pendant la majeure partie de son enfance (et encore souvent à l'âge adulte), et invité à entretenir des relations sentimentales avec d'autres jeunes garçons, et conserva cette inclination toute sa vie, au vu de toute la cour.
L'un de ses principaux « mignons » fut le futur abbé François-Timoléon de Choisy, qui laissa à ce propos des Mémoires de l'abbé de Choisy habillé en femme, dans lesquelles il décrit sa relation avec Monsieur.
Monsieur fréquenta plusieurs autres favoris comme le marquis de Châtillon, le comte de Guiche et surtout le chevalier Philippe de Lorraine, à la cour du Roi-Soleil qui ne manquait pas de grands personnages « au goût italien » (le prince de Condé, les ducs de Vendôme, de Villars et de Gramont, le prince Eugène de Savoie, les maréchaux de Turenne et d'Huxelles, le cardinal de Bouillon…). Il est probable que Louis XIV ait lui-même favorisé cette situation chez son frère et certains autres seigneurs pour des raisons stratégiques, comme avant lui Jules Mazarin et Richelieu.
L'homosexualité ne semble ainsi pas un sujet tabou au XVIIe siècle, et nombre de personnages ne semblent pas s'en cacher, qu'ils soient du peuple ou de la Cour : les peines prévues pour le crime de sodomie ne sont en réalité appliquées que quand elles sont aggravées de viol, prostitution ou blasphème, et l'Église compte trop d'influents prélats s'adonnant à ces plaisirs pour oser les condamner. Les références au « goût italien » émaillent ainsi régulièrement les écrits des mémorialistes et surtout les lettres des nombreux épistoliers.

#### Les Lumières
Au siècle des Lumières, Montesquieu puis Voltaire et Cesare Beccaria se sont interrogés sur la sévérité de la peine, mais ne semblent pas avoir contesté un caractère anormal à l'homosexualité. Voltaire, habituellement apôtre de la tolérance, s'y oppose farouchement et qualifie l'homosexualité d'« attentat infâme contre la nature », d'« abomination dégoûtante », et de « turpitude ». En Angleterre, Jeremy Bentham, dans son Essai sur la pédérastie, qui paraîtra à titre posthume, suit une argumentation utilitariste et défend une dépénalisation de la pédérastie, comme Beccaria.
En 1750, l'affaire Diot-Lenoir voit la dernière peine capitale exécutée contre des homosexuels en France : Bruno Lenoir et Jean Diot, pris en flagrant délit de sodomie sur la voie publique, sont étranglés et brûlés publiquement en place de Grève, à Paris. Cette affaire fait cependant figure d'exception, car dans les faits la plupart des procédures pour sodomie à l'époque se soldaient par une simple remontrance, et les procès aboutissant sur une condamnation étaient extrêmement rares et généralement le fait de circonstances aggravantes (comme pour l'affaire Deschauffours en 1725).
La peine de mort pour sodomie est remplacée par les travaux forcés en Pennsylvanie (1786) et en Autriche (1787).
Fin septembre et début octobre 1791, la France est le premier pays à dépénaliser complètement l'homosexualité, l'Assemblée nationale constituante puis l'Assemblée nationale législative ne retenant pas le « crime de sodomie » dans le Code pénal :
Le rapporteur de la loi, Louis-Michel Lepeletier de Saint-Fargeau, affirma en effet que le Code pénal n’a mis hors-la-loi que les « vrais crimes », et non pas les « délits factices, créés par la superstition, la féodalité, la fiscalité et le despotisme ». L'absence de la mention de la sodomie, considérée jusque-là comme un crime, ou tout autre terme désignant les rapports homosexuels, fonde ainsi la dépénalisation de l'homosexualité en France.

#### XIXesiècle

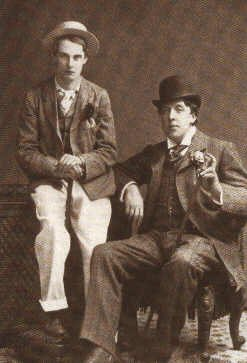
Lord Alfred Douglas, surnommé « Bosie », et Oscar Wilde.

Cette dépénalisation dans le Code pénal de 1791 influença directement ou indirectement (par son successeur, le Code pénal de 1810) plusieurs pays voisins, notamment les Pays-Bas, la Belgique, l'Espagne et l'Italie, et plusieurs États allemands avant l'unification en 1871. La Bavière indépendante avait depuis 1813, sous l'influence du Code pénal français, adopté le modèle juridique français de non-criminalisation de l'homosexualité dans le cadre privé. Le grand-duché de Bade et le Wurtemberg le firent après 1815, le royaume de Hanovre et le duché de Brunswick après 1820, tandis que les pays allemands du Nord étaient répressifs (Prusse, royaume de Saxe et villes-États de Hambourg et Brême) et criminalisaient les actes homosexuels entre hommes, même pour des actes dans le cadre privé. Le statut de l'empire d'Autriche était unique en Europe centrale comme il pénalisait les actes sexuels dans le cadre privé, non seulement entre hommes mais aussi entre femmes.
La décennie 1860 est marquée par de nombreuses rencontres de juristes allemands qui préparent le processus d'unification allemande en harmonisant les règles de droit des différents États au sein d'un nouveau code pénal unique. Des juristes (faisant eux-mêmes appel à des médecins), comme Karl Heinrich Ulrichs, ou des écrivains comme le Hongrois Karl-Maria Kertbeny (qui invente à cette occasion les mots allemands homosexuell et Homosexualität), essaient de s'opposer à l'extension des règles répressives de la Prusse contre les homosexuels masculins. Mais, lors de l'unification allemande, en 1871, le gouvernement du chancelier Otto von Bismarck choisit de reprendre une vieille loi prussienne datant de 1794, qui condamne les « actes sexuels contre nature » (widernatürliche Unzucht), c'est-à-dire, dans la jurisprudence, le coït anal pratiqué entre deux hommes, et impose son extension à tout l'Empire sous la forme du § 175 du nouveau Code pénal allemand.
En Angleterre, la peine de mort pour cette raison n'est plus appliquée à partir de 1836. Néanmoins, en 1861, une loi condamne la sodomie d'une peine de dix ans de prison, commuée en 1885 en deux ans de travaux forcés : le célèbre écrivain Oscar Wilde y est notamment condamné en 1895.
Pendant le XIXe siècle, les thèmes homosexuels vont progressivement fleurir dans la littérature romantique et surtout post-romantique, le plus célèbre personnage homosexuel français étant sans doute Vautrin, personnage-clef de nombreux romans du cycle de La Comédie humaine de Balzac. Dans la seconde moitié du siècle, de plus en plus d'écrivains (qu'ils soient dandys ou non) ne feront pas mystère de leurs préférences sexuelles, comme Oscar Wilde ou Paul Verlaine, connu notamment pour sa relation avec le jeune Arthur Rimbaud qui sera citée comme circonstance aggravante lors de son procès en Belgique en 1873 pour tentative de meurtre sur son jeune amant.
Les relations entre hommes sont au XIXe siècle souvent liées à un imaginaire exotique, notamment oriental. C'est ainsi que Gustave Flaubert en fait mention dans Salammbô : « Il s'était formé d'étranges amours – unions obscènes aussi sérieuses que des mariages, où le plus fort défendait le plus jeune…et l'enfant devenu mercenaire payait ce dévouement par mille soins délicats et des complaisances d'épouse… ». Flaubert profita également de son séjour au Moyen-Orient en 1849-50 pour expérimenter ces plaisirs exotiques, comme il le rapporte dans sa correspondance avec son ami Louis Bouilhet :

« Ici c'est très bien porté. On avoue sa sodomie, on en parle à la table d'hôte. C'est aux bains que cela se pratique. On retient le bain pour soi (5 F. y compris les masseurs et la pipe) et on enfile son gamin dans une des salles. Tous les garçons de bains sont bardaches, ce sont ordinairement des garçons assez gentils… […] Tu me demandes si j'ai consommé l'œuvre des bains. Oui, sur un jeune gaillard gravé de la petite vérole qui avait un énorme turban qui m'a fait rire. Je recommencerai. »

Si les rapports homosexuels masculins ont toujours été favorisés par les environnements dépourvus de femmes (comme les prisons), les colonies pionnières en constituèrent souvent un terreau particulièrement fertile. Par exemple, en 1879, un article du journal Le Temps, indique que l'homosexualité est alors très répandue en Nouvelle-Calédonie :

« Avec un peu de travail et de conduite, les déportés de bonne volonté eussent pu se procurer en Nouvelle-Calédonie un certain bien-être, y devenir à leur tour propriétaires de terres et de fermes. Mais eussent-ils pu s'y créer une famille ? Nous n'osons l'affirmer, car les femmes y manquent. Qu'on le sache bien au ministère de la marine ; le développement de la Nouvelle-Calédonie, la morale surtout, bien plus qu'il ne nous est possible de l'indiquer ici, exigent qu'on dirige en masse sur Nouméa tout le personnel féminin de nos prisons. Le soufre et le feu qui détruisirent Sodome et Gomorrhe seraient à peine suffisants pour purifier la Nouvelle-Calédonie de ses souillures. Les hommes justes, qui, hâtons-nous de le dire, se trouvent à Nouméa en plus grand nombre que dans les deux villes maudites, ne nous contrediront pas. »

C'est la fin du XIXe siècle qui voit l'apparition du terme « homosexualité » (issu de l'allemand), ainsi que la problématisation de l'idée de « sexualité ». Alors que les discours s'attachaient jusque-là aux seules pratiques (notamment la sodomie), un nouveau type de discours va faire naître l'image de l'« homosexuel », où le concept d'orientation sexuelle (fruit du vécu de l'individu ou de sa génétique suivant les auteurs) prend une dimension existentielle et psychologique, jusqu'à surdéterminer toute la personnalité de l'individu, et est généralement considérée comme exclusive (la bisexualité étant peu considérée). Cette analyse est notamment développée par Michel Foucault dans son Histoire de la sexualité (1976-84) :

« L'homosexuel du XIXe siècle est devenu un personnage : un passé, une histoire et une enfance, un caractère, une forme de vie; une morphologie aussi, avec une anatomie indiscrète et peut-être une physiologie mystérieuse. Rien de ce qu'il est au total n'échappe à sa sexualité. Partout en lui, elle est présente […] Elle lui est consubstantielle, moins comme un péché d'habitude que comme une nature singulière. Il ne faut pas oublier que la catégorie psychologique, psychiatrique, médicale de l'homosexualité s'est constituée du jour où on l'a caractérisée […] moins par un type de relations sexuelles que par une certaine qualité de la sensibilité sexuelle, une certaine manière d'intervertir en soi-même le masculin et le féminin. L'homosexualité est apparue comme une des figures de la sexualité lorsqu'elle a été rabattue de la pratique de la sodomie sur une sorte d'androgynie intérieure, un hermaphrodisme de l'âme. Le sodomite était un relaps, l'homosexuel est maintenant une espèce. »

#### Du début duXXesiècle à 1945
La première partie du XXe siècle et notamment l'entre-deux-guerres suit la tendance du précédent à une acceptation sociale toujours plus grande de l'homosexualité, qui se trouve progressivement théorisée à cette période, et illustrée par un grand nombre de célébrités de l'époque, dont des écrivains qui n'hésitent pas à aborder ce thème dans leurs œuvres, comme Marcel Proust, André Gide ou Jean Cocteau (dont la romance avec Jean Marais sera connue du grand public). De nombreux cabarets spécialisés voient le jour à Paris, mais aussi à Londres et Berlin. Plusieurs livres intrônisent ouvertement l'homosexualité comme thème littéraire à la mode, comme Sodome et Gomorrhe de Marcel Proust en 1923, puis Corydon d'André Gide en 1924, mais aussi des revues spécialisées comme Inversions - qui fait écho au sobriquet d'alors, utilisé notamment par Proust, d'« invertis ».
Ce penchant demeure cependant considéré comme un trouble mental, attribué soit à une maladie nerveuse (par la psychiatrie) soit à l'histoire individuelle, par la psychanalyse naissante sous la plume de Sigmund Freud, qui parle de « variante » dans l'orientation sexuelle (voir plus loin section « Points de vue psychanalytiques et psychiatriques »).
De même, l'homosexualité demeure toujours perçue comme un vice chez la bourgeoisie conservatrice d'entre-deux-guerres, et bien qu'elle ne soit plus punie par la loi, elle a pu constituer un obstacle important à des carrières professionnelles dans certains milieux : c'est par exemple ainsi que l'on explique l'envoi du maréchal Hubert Lyautey au Maroc. Pour contrer cela, certains organismes d'échanges et d'entraide voient le jour, comme le Cercle saphique de Madrid, fondé en Espagne par Victorina Durán. 
On appelle premier mouvement homosexuel le mouvement de lutte pour les droits LGBT qui se développe pendant les trois premières décennies du XXe siècle, principalement en Allemagne mais également dans d'autres pays d'Europe et aux États-Unis.
Le mouvement trouve sa source dans les écrits du milieu du XIXe siècle de Heinrich Hössli, Karl Heinrich Ulrichs et Karl-Maria Kertbeny, tous trois de culture germanophone. On situe généralement les débuts du premier mouvement homosexuel au moment de la création du Comité scientifique humanitaire de Magnus Hirschfeld en 1897 à Berlin. Au sein du mouvement allemand, deux autres courants importants se distinguent, menés par Adolf Brand et Friedrich Radszuweit. Ce mouvement ne publie pas seulement d'innombrables œuvres et revues sur le sujet mais se bat également activement, malgré les difficultés, pour obtenir l'acceptation de l'homosexualité dans la société et la suppression de l'article 175 du Code pénal allemand qui pénalise l'homosexualité.
Le mouvement allemand s'étend en Europe de l'Ouest et aux États-Unis et en 1928 on assiste à la création de la Ligue mondiale pour la réforme sexuelle, une organisation internationale dont l'un des principaux objectifs est l'acceptation de l'homosexualité. Pourtant, ce mouvement se voit rapidement réprimé dans les années 1935 en raison de la montée du fascisme et du début de la Seconde Guerre mondiale. Il disparaît en laissant cependant une marque en Suisse qui permettra la naissance du mouvement homophile après la Guerre.
À cette époque, en Allemagne, particulièrement à Berlin, les homosexuels bénéficiaient d'une grande liberté et acceptation, et le sexologue allemand Magnus Hirschfeld (théoricien de l'homosexualité comme « troisième sexe ») fonde à cette époque le premier mouvement militant homosexuel, le WhK, et initie même une « Ligue mondiale pour la réforme sexuelle ». L'homosexualité est même présente dans les débuts du fascisme, qui vante le culte d'une virilité à l'antique, teintée de machisme et d'homoérotisme et présentée comme une critique païenne de la morale bourgeoise,, incarnée par plusieurs de ses leaders charismatiques comme Ernst Röhm (fondateur des SA) ou Hans Blücher.

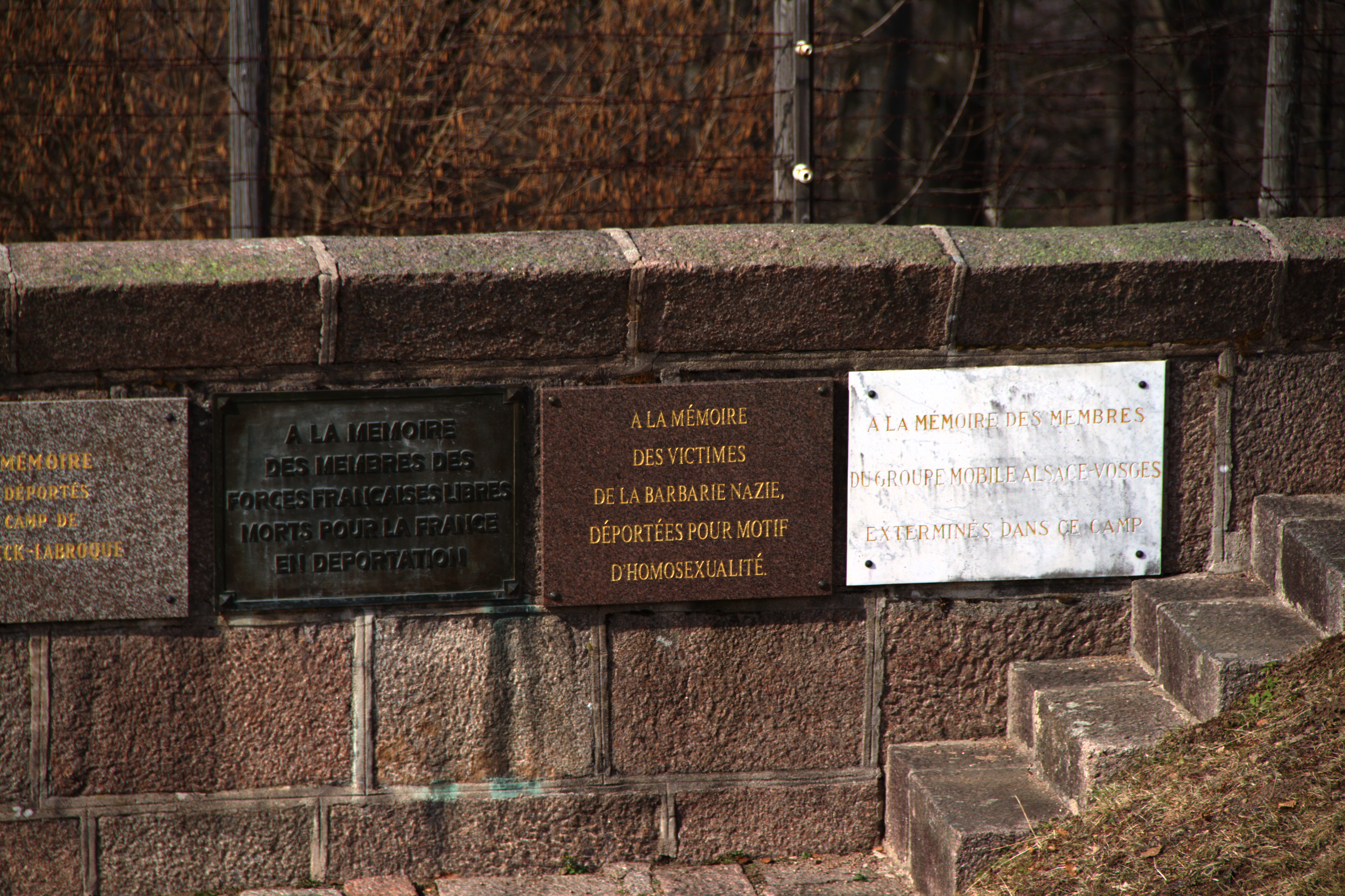
Le mur du souvenir au camp de concentration de Natzwiller-Struthof avec la plaque à la mémoire des victimes de la barbarie nazie, déportées pour motif d’homosexualité.

Toutefois, après l'accession au pouvoir d'Hitler, les homosexuels masculins, et dans une moindre mesure, les lesbiennes, constituèrent deux des groupes persécutés par les nazis et comptèrent finalement parmi les victimes de la politique de déportation du régime nazi,,,. À partir de 1933, les organisations homosexuelles furent interdites. Les livres portant sur l'homosexualité, et sur la sexualité en général, furent brûlés. Des homosexuels au sein du Parti nazi furent eux-mêmes exécutés, dont Ernst Röhm. La Gestapo constitua des listes d'homosexuels, et les contraignit de respecter la « normalité sexuelle allemande ».
Durant la période du Troisième Reich, entre 1933 et 1945, on estime que 100 000 hommes ont été fichés comme homosexuels. Parmi ceux-ci, environ 50 000 ont été officiellement condamnés comme tels. La plupart a été internée en prison, mais une étude de 2009 évalue qu'entre 5 000 et 10 000 homosexuels ont été envoyés dans les camps de concentration nazis.
Il est difficile d'établir combien parmi ces derniers y périrent. Ruediger Lautman estime, à partir d'un échantillon réduit, que le taux de létalité des homosexuels dans les camps de concentration était d'approximativement 60 %. Les homosexuels étaient traités, en effet, de manière particulièrement cruelle par leurs gardiens, tout en étant soumis aux persécutions de leurs codétenus. Cela explique le taux de létalité particulièrement élevé des homosexuels dans les camps de concentration, comparativement aux autres « groupes anti-sociaux »,.

#### Seconde moitié duXXesiècle
Entre 1948 et 1953, les deux Rapports Kinsey (Comportement sexuel de l'homme et, cinq ans après, le Comportement sexuel de la femme permettent enfin de mettre des chiffres sur les pratiques : selon ses études (basées sur des Américains de la fin des années 1940), 37 % des personnes sondées ont vécu au moins une expérience homosexuelle, et 10 % des mâles américains étudiés étaient « plus ou moins exclusivement homosexuels pendant au moins trois ans entre les âges de 16 ans et 55 ans »,. De 1 à 3 % des femmes non mariées âgées de 20 à 35 ans ont été classées exclusivement homosexuelles.
La fréquence de diverses pratiques sexuelles comme l'homosexualité fait scandale parmi ceux qui craignent qu'on détériore la société américaine en brisant la structure familiale.
Les émeutes de Stonewall du 27 juin 1969 sont une autre étape importante pour le Militantisme homosexuel. Affrontant pendant plusieurs jours la police venue faire une descente dans un bar gay de Greenwich Village, des homosexuels, des travestis, des transgenres et des transsexuelles new-yorkais ont, pour la première fois, défié le pouvoir, les autorités et la société en général pour s'affirmer.
Dans la foulée plusieurs mouvements se créent pour fédérer cette nouvelle fierté homosexuelle. Le Gay Liberation Front naît aux États-Unis en 1969. D'autres associations homosexuelles ou lesbiennes voient le jour dans de nombreux pays dans les années 1970, comme Arcadie en France, ou encore le Mouvement espagnol de Libération Homosexuelle, fondé par Armand de Fluvià en 1970 sous la dictature franquiste.
En France, au cinéma, le premier grand rôle d'homosexuel à la fois « positif » et non caricatural est sans doute celui qu'incarna Claude Brasseur dans Un éléphant ça trompe énormément d'Yves Robert (1976) : pour la première fois, un acteur de premier plan incarnait un homosexuel dans un grand film populaire « de copains », sans que son homosexualité soit sujette à gag ni la manifestation d'une perversion. Michel Piccoli avait fait de même en 1973 avec La Grande Bouffe, film italien de Marco Ferreri.

#### Sida

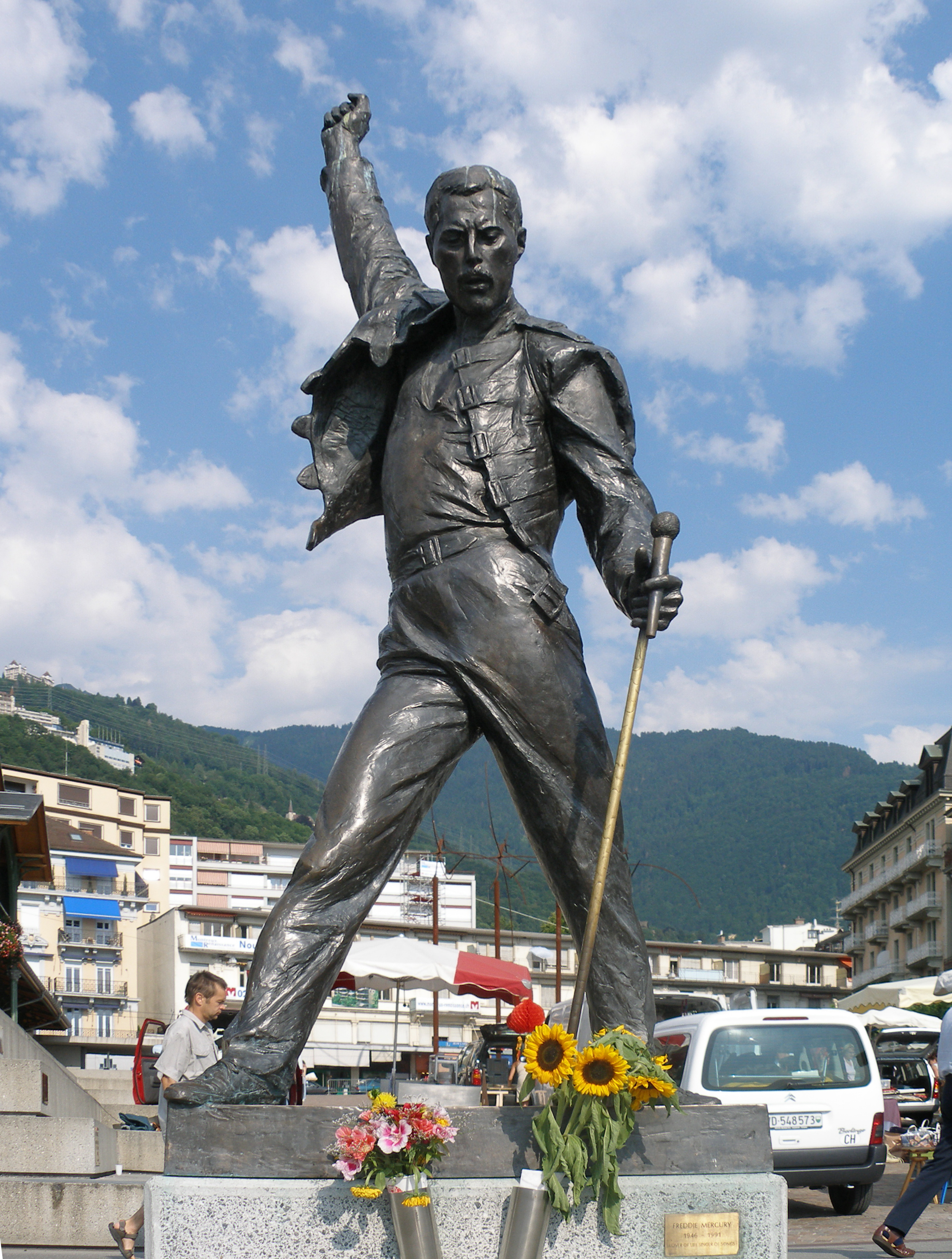
Des célébrités populaires comme Freddie Mercury (leader du groupe Queen) ont contribué à une meilleure acceptation sociale de l'homosexualité. Celui-ci a également, bien malgré lui, participé à la prise de conscience autour du SIDA.

À la fin des années 1970, des médecins de New York et de San Francisco notent que plusieurs de leurs patients homosexuels souffrent d'asthénie, de perte de poids et parfois même de formes rares et atypiques de cancer (comme le sarcome de Kaposi). L'existence d'un problème sanitaire est avérée en juillet 1981 lorsque le Centre pour le contrôle et la prévention des maladies (CDC) d'Atlanta relève une fréquence anormalement élevée de sarcomes de Kaposi et l'apparition d'un nouveau virus comme cause de ce qui sera connu comme le syndrome d'immunodéficience acquise (sida) est évoquée dès 1982.
Une fois le virus de l'immunodéficience humaine (VIH) responsable du sida identifié en 1983 et les modes de contamination découverts, des campagnes de sensibilisations et d'informations sont organisées. Mais au début de l'épidémie, le sida est resté associé dans les esprits à l'homosexualité en raison du grand nombre de personnes atteintes dans le milieu libertin gay. Plusieurs célébrités gay sont touchées dans les années 1980 et en mourront rapidement, comme Patrick Cowley (1982), Klaus Nomi (1983), Michel Foucault (1984), Rock Hudson (1985), Keith Haring (1990) ou encore Freddie Mercury (1991). C'est ainsi que la presse a commencé par désigner le syndrome par l'expression « cancer gay », avant de revenir sur cette réduction abusive face aux personnalités séropositives non-gay de plus en plus nombreuses (Miles Davis, Isaac Asimov, Anthony Perkins…).
Après une période de latence et d'incrédulité (notamment en France), à partir de la fin des années 1980 la prise de conscience générale a été beaucoup aidée par la communauté homosexuelle, car de nombreux mouvements, tels que celui d'Act Up-Paris ou David et Jonathan ainsi que des vedettes internationales comme Freddie Mercury en ont forcé la visibilité, incitant les dirigeants politiques à engager des recherches scientifiques massives.

### Afrique sub-saharienne
Étant donné le caractère tabou de la sexualité[réf. nécessaire], l'histoire des minorités sexuelles sur le continent africain est peu documentée. À certaines époques et notamment pendant la période coloniale, les Africains ont pu être hypersexualisés ou asexualisés par les récits colonisateurs, leur sexualité étant parfois décrite comme primitive. Aussi, une forme de censure institutionnelle serait à l'origine du manque de ressources documentaires entourant les minorités sexuelles et de genre en Afrique.
On retrouve toutefois des indices de la reconnaissance d'une diversité sexuelle dès l'Antiquité[réf. nécessaire].
Le sociologue camerounais Charles Gueboguo observe que l'homosexualité en Afrique s'est pratiquée dans plusieurs contextes (absence de partenaires du sexe opposé, rites initiatiques, travestisme), de manière parfois occasionnelle ou plus organisée, revêtant tantôt un caractère identitaire.
Les mots et expressions désignant différentes pratiques homosexuelles dans certaines langues africaines nous indiquent qu'il s'agit de réalités qui ont été conceptualisées bien avant l'arrivée des colonisateurs. Par exemple, le kirundi, la langue parlée au Burundi, possède cinq mots pour désigner des actes homosexuels : « kuswerana nk’imbwa (faire l’amour comme des chiens) ; kwitomba (se faire l’amour) ; kunonoka (littéralement, être souple) ; kuranana inyuma (mot swahili d’origine et mal écrit en kirundi, qui devrait s'écrire kuralana nyuma et veut dire, faire l’amour de façon anale) ; ku’nyo ». À Zanzibar, le mot « kufira » désigne la pénétration anale, alors que le mot « kulambana », qui signifie « se lécher mutuellement », renvoie à l'homosexualité féminine. En yoruba, le mot « adofuro » désigne un homosexuel et, de manière plus familière, la pénétration anale. En haoussa, « yan daudu » désigne un « homme efféminé » qui joue le rôle d'épouse d'un homme.
La décennie 2000 voit se développer la revendication LGBTQI+ en Afrique, ainsi que les controverses et différents évènements liés ; certaines « affaires » ou situations ont également eu un retentissement international, avec des réactions de gouvernements et de personnalités en faveur de la reconnaissance et des droits des personnes LGBTQI+. Les réactions sont très diverses et la controverse forte ; certains font même évoluer leurs lois en défaveur des personnes LGBTQI+, tels que le Nigeria en 2007. À la même période, des mariages clandestins ont lieu dans plusieurs pays, certains mis en lumière dans des articles de journaux.

## Histoire des représentations

### Points de vue religieux

#### Point de vue de l'Église catholique romaine
Avec l'aggiornamento souhaité par le pape Jean XXIII, l'Église latine a reformulé son magistère à la lumière de la constitution Lumen Gentium.
Un premier document de la Congrégation pour la doctrine de la foi daté de 1975 trace une limite claire entre ce qui est appelé « tendances homosexuelles » et « pratiques homosexuelle actives ». Les tendances sont reconnues comme étant un élément intrinsèque de la personne et indépendant de sa volonté. À ce titre elles ne peuvent être condamnées. Dans la mesure où le ministère presbytéral ou épiscopal appelle à une continence sexuelle absolue, il n'y a pas d'empêchement à ordonner une personne homosexuelle.
Un deuxième document de 1986, est publié par la Congrégation pour la doctrine de la foi sous forme de lettre aux évêques catholiques et signé par son préfet, alors le cardinal Ratzinger, avec mention de l'approbation explicite du pape Jean-Paul II.
Ce texte est nettement en recul par rapport à celui de 1975 puisqu'il est écrit : « l'inclination particulière de la personne homosexuelle constitue une tendance, plus ou moins forte, vers un comportement intrinsèquement mauvais du point de vue moral. » Il n'est donc plus admis que la tendance homosexuelle est indépendante de la volonté de la personne. La fin du document donne des instructions assez précises concernant le refus d'accès aux locaux appartenant à l'Église des groupes de demande de droits pour les homosexuels.

### Points de vue psychanalytiques et psychiatriques
La conception psychanalytique irait à l'encontre des théories psychiatriques de l'époque.
Selon le psychanalyste Sigmund Freud, dont les théories datent des années 1900-1930, l'homosexualité est une « variation de la fonction sexuelle » : c'est une perversion (au sens psychologique du terme, et non moral) du modèle de maturation psychique qu'est le complexe d'Œdipe. Pour lui cependant, il n'y a pas à en avoir honte et un homosexuel heureux n'a pas besoin de « traitement », seul un homosexuel « malheureux » peut avoir besoin de la psychanalyse, pour analyser la souffrance qu'il peut ressentir en général, au même titre qu'un hétérosexuel. Dans une lettre datant de 1919 écrite à la mère d'une jeune patiente, Freud explique : « l'homosexualité n'est pas un avantage mais ce n'est pas non plus quelque chose dont [on] doit avoir honte, ce n'est ni un vice ni une dégradation et on ne peut pas non plus la classer parmi les maladies ». En 1920, Freud a écrit en outre un article Sur la psychogenèse d'un cas d'homosexualité féminine1: d'après Ines Rieder, cette analyse de Sidonie Csillag serait le seul cas étudié par Freud sur le sujet de l'homosexualité féminine. Selon Jean Allouch, Jacques Lacan s'inspirerait de cette analyse de Sidonie Csillag par Freud à propos du passage à l'acte.

En 1973, pour des raisons politiques et à la suite d'importantes pressions de groupe homophiles,, l'Association américaine de psychiatrie (APA) propose de substituer au diagnostic d'homosexualité celui de « perturbation de l'orientation sexuelle » dans le manuel américain de classification des maladies mentales, le Manuel diagnostique et statistique des troubles mentaux (DSM). Dans la prise de position initiale de son Conseil d'administration, l'Association précise :
« Whereas homosexuality per se implies no impairment in judgment, stability, reliability, or general social or vocational capabilities, therefore, be it resolved that the American Psychiatric Association deplores all public and private discrimination against homosexuals in such areas as employment, housing, public accommodation, and licensing, and declares that no burden of proof shall be placed upon homosexuals greater than that imposed on any other persons »
— Association américaine de psychiatrie, Position Statement on Homosexuality and Civil Right, p. 497
Un référendum est tenu sur cette question auprès des psychiatres membres qui l'emporte à 58 %. Le même changement survient beaucoup plus tard dans la Classification internationale des maladies, le classement de l'Organisation mondiale de la santé, où l'homosexualité n'est retirée que dans sa version CIM-10 adoptée le 17 mai 1990. La Chine fait de même le 20 avril 2001.
La situation est aujourd'hui moins polémique qu'à l'époque. Aucune organisation psychiatrique ou psychologique majeure d'Occident ne considère l'homosexualité comme étant une maladie ni un sujet d'intervention en tant que tel. Au contraire, tout essai de changement d'orientation sexuelle est aujourd'hui souvent dénoncé fermement comme étant dangereux, non nécessaire ou inefficace,,. Selon Jacques Balthazart, qui s'appuie principalement dans Biologie de l'homosexualité sur des études portant sur l'homosexualité animale et masculine, celle-ci est soit innée, soit apparaît très tôt dans la vie, et est immuable (bien que la compréhension de son orientation sexuelle puisse évoluer au cours de sa vie) mais aucun facteur biologique ne suffit encore à lui seul à en donner une explication et le débat entre facteurs psycho-sociaux acquis et facteurs biologiques innés n'est pas tranché,,.

## Histoire des droits

### Dépénalisation progressive
En 1791, en France, le Code pénal ne fait aucune mention des lois anciennes concernant la sodomie ou de tout autre terme désignant les rapports homosexuels. Cette dépénalisation dans le Code pénal de 1791 influença directement ou indirectement (par son successeur, le Code pénal de 1810) plusieurs pays voisins, notamment les Pays-Bas, la Belgique, l'Espagne et l'Italie, et plusieurs États allemands avant l'unification en 1871.
La sodomie est décriminalisée, en 1962, dans l'Illinois, en 1967, au Royaume-Uni, en 1969, en Allemagne de l'Ouest.
Le Bill omnibus du ministre de la Justice du Canada, Pierre Elliott Trudeau, décriminalise la sodomie entre adultes consentants. « L'État n'a pas à s'immiscer dans la chambre à coucher de la Nation » avait déclaré le ministre qui deviendra quelques mois plus tard Premier ministre du Canada. En 1977, La Charte des droits et libertés de la personne du Québec est amendée. Désormais, il est interdit de faire de la discrimination fondée sur l'orientation sexuelle. Il s'agit de la première loi au monde qui interdit ce genre de discrimination dans les secteurs public et privé (à part quelques villes et comtés des États-Unis). En 1995, le Canada rend anticonstitutionnelle la discrimination envers les homosexuels.
L'Organisation mondiale de la santé supprime, en 1990, l'homosexualité de la liste des maladies mentales.
La révolution russe de 1917 dépénalise l'homosexualité, alors que Joseph Staline l'interdit à nouveau pour être officiellement dépénalisée au cours de l'année 1993 en Russie. En 1994, le paragraphe 175 est abrogé en Allemagne (il avait été abrogé en 1968 en RDA). En 2003, la Cour suprême des États-Unis abolit les lois toujours en vigueur contre les pratiques sexuelles homosexuelles.

### Union civile, mariage partiellement légalisés, mariage
Le 1er octobre 1989, la Loi sur le partenariat entre en vigueur au Danemark (1996 au Groenland), qui devient ainsi le premier pays dans l'histoire à autoriser l'union civile entre deux personnes majeures du même sexe (si l'une est citoyenne danoise ou vit au Danemark). Un rituel religieux pour couples de même sexe y est accepté en 1997 mais très peu officié.
Le 15 novembre 1999 en France, le parlement vote la loi sur le PACS, forme d'union civile accordant certains droits et devoirs aux couples aussi bien homosexuels qu'hétérosexuels, dans le maintien d'un esprit universel.
Le 10 novembre 2000, le Bundestag adopte en Allemagne la loi sur le partenariat enregistré, dit partenariat de vie ou communauté de vie déclarée (Eingetragenen Lebenspartnerschaft ou LPartG), ouvert aux couples homosexuels.
Dans une résolution votée le 5 juillet 2001 (à la suite du rapport Cornillet de 2000), le Parlement européen recommande aux États membres de l'Union européenne « la modification de leur législation dans le sens d'une reconnaissance des relations non maritales entre personnes du même sexe ou de sexes différents et l'attribution de droits égaux à ces personnes » ainsi que « l'inscription à l'ordre du jour de l'Union européenne de la question de la reconnaissance mutuelle des relations non maritales reconnues légalement ».
Dans un rapport adopté fin 2002, le Parlement recommande de reconnaître les relations non maritales, tant entre personnes de sexe différent qu'entre personnes du même sexe, et d'associer à ce type de relations des droits égaux à ceux qui découlent du mariage, tout en inscrivant « à l'agenda politique la reconnaissance mutuelle des relations non maritales et du mariage entre personnes du même sexe ».
Enfin, dans une résolution de 2003, le Parlement européen réitère sa demande « d'abolir toute forme de discrimination — législatives ou de facto — dont sont encore victimes les homosexuels, notamment en matière de droit au mariage et d'adoption d'enfants ».
En 2001, les Pays-Bas reconnaissent le mariage homosexuel, suivi, en février 2003, de la Belgique, en 2004, du Canada, en 2005 de l'Espagne qui devient le premier pays du sud de l'Europe à le reconnaître et, le 15 novembre 2006, de l'Afrique du Sud.
Le 5 juin 2004, le député-maire Vert de Bègles, Noël Mamère célèbre le premier mariage gay français en dépit des avertissements du ministère de l'intérieur. Ce mariage est annulé en appel par le tribunal de Bordeaux.
En juillet 2005 a lieu le premier mariage homosexuel en Espagne à la suite de la législation autorisant le mariage entre personnes du même sexe, adoptée le 21 avril 2005.
En juillet 2005, le Parlement du Canada modifie sa Loi sur le mariage et la définition qu'elle contient pour reconnaître et permettre les unions entre personnes du même sexe en modifiant la définition, qui est maintenant « l'union de deux personnes, à l'exclusion de toute autre ».
Le 5 décembre 2005, l'entrée en vigueur de la Loi sur le Civil Partnership ouvre l'union civile aux couples homosexuels au Royaume-Uni
Le 19 décembre 2005, la première union homosexuelle est célébrée en Irlande du Nord. Cette union civile donne les mêmes droits aux couples hétérosexuels et homosexuels.
En 2007, à la suite d'une loi adoptée le 18 juin 2004 et acceptée par référendum le 5 juin 2005, entre en vigueur en Suisse la Loi fédérale sur le partenariat enregistré entre personnes du même sexe ou LPart.
Le 15 mai 2008, la Cour suprême de Californie a légalisé le mariage homosexuel dans cet État. Elle a mis en valeur « la discrimination entre les couples homosexuels et hétérosexuels » étant anticonstitutionnelle. Un référendum concomitant à l'élection présidentielle a rejeté cette légalisation.
Le 1er mai 2009, le mariage homosexuel entre en vigueur en Suède. La même année, l'Église évangélique luthérienne de Suède a accepté de célébrer des mariages homosexuels. En 2009, le mariage a été ouvert aux couples du même sexe en Norvège. Le 17 mai 2010, le Portugal ouvre à son tour le mariage aux personnes homosexuelles. En juin 2010, l'Islande a autorisé le mariage homosexuel. Première à en profiter : Jóhanna Sigurðardóttir, la Première ministre. En juillet 2010, c'est au tour de l'Argentine de modifier son Code civil en remplaçant l'expression « un homme et une femme » par « deux contractants ».
En 2012, le Danemark ouvre le mariage à tous les couples dans l'Église de l'État.
Le 6 novembre 2012, aux États-Unis, l'État de Washington, le Maine et le Maryland ont autorisé le mariage gay lors de référendums organisés parallèlement à l'élection présidentielle américaine ; le mariage homosexuel était déjà reconnu dans six autres États américains (Connecticut, Iowa, Massachusetts, New Hampshire, New York et le district de Columbia de la capitale, Washington).
Le 17 mai 2013, la France ouvre le mariage civil aux couples de même sexe.

### Sanction par la loi de l'homophobie
Depuis 1997, la Communauté européenne a le pouvoir de lutter contre les discriminations fondées sur l'orientation sexuelle, de par l'article 13 du traité d'Amsterdam. L'interdiction de la discrimination fondée sur l'orientation sexuelle a été incluse en 2000 dans la Charte des droits fondamentaux de l'Union européenne. Par une directive cadre, l'interdiction de la discrimination est active sur l'emploi et la formation depuis 2000 ; l'égalité de traitement est un droit fondamental de l'UE. Une directive du Conseil de 2008 vise à mettre en œuvre une égalité de traitement entre personnes, au-delà du domaine de l'emploi.
En 2001, les discriminations homophobes sont pénalisées en France.
Depuis 2003, le Code pénal français aggrave la pénalisation des crimes homophobes. Les menaces ou violences sont punies plus lourdement si elles ont été commises à raison de l'orientation sexuelle vraie ou supposée de la personne. Le Code pénal aggrave également les punitions pour les actes de violences (article 222-8), de torture (article 222-3) ou de viol (article 222-24) s'ils ont été commis à raison de l'orientation sexuelle (vingt ans de réclusion criminelle). Le meurtre homophobe est puni de réclusion criminelle à perpétuité (article 221-4).
L'orientation sexuelle est incluse en France parmi les motifs de discrimination prohibés en droit du travail et toute discrimination caractérisée au niveau économique (fourniture d'un bien ou d'un service, exercice d'une activité) et professionnel est sanctionnable en vertu de l'article 225 du Code pénal.
Le 30 décembre 2004, la Haute Autorité de lutte contre les discriminations et pour l'égalité est créée en France pour lutter contre les discriminations, parmi lesquelles l'orientation sexuelle, en les décelant, en aidant à les combattre et en faisant évoluer le droit. La Halde peut être saisie pour mettre en cause des actes ou des situations relevant de l'homophobie.
Le 17 mai 2005, la première journée mondiale de lutte contre l'homophobie a lieu dans quarante pays.
En juin 2008, Xavier Darcos s'est engagé à lutter contre l'homophobie dans les lycées de France grâce à des campagnes de préventions. Les infirmières et infirmiers scolaires du collège seront, quant à eux, formés pour l'écoute des jeunes gays et lesbiennes.

### En Chine
Largement tolérée en Chine durant l'époque classique, l'homosexualité a été fortement réprimée et criminalisée à partir de la république populaire de Chine (1949), et fut le motif de persécutions durant la révolution culturelle. La question de l'homosexualité resurgit dans l'opinion publique et la presse chinoise à partir des années 1980, et la tolérance grandit au fil des années. En 1997, l'homosexualité est dépénalisée et la sodomie décriminalisée. En 2001, l'homosexualité est retirée de la liste des maladies mentales, puis devient un sujet d'étude dans les universités.

### En France
Avant la Révolution, les gens de la manchette était pénalisés, et parfois punis de mort dans certains cas (la dernière exécution eut lieu en 1750, place de Grève : Jean Diot et Bruno Lenoir).
Depuis la Révolution française (par la loi du 25 septembre - 6 octobre 1791, qui adopta le Code pénal, dont un fait remarquable est l'absence de mention de la sodomie, considérée jusque-là comme un crime, ou tout autre terme désignant les rapports homosexuels), les rapports homosexuels en privé entre adultes consentants ne sont plus poursuivis par la loi, en France.
Malgré cette dépénalisation des rapports homosexuels privés entre adultes consentants, non remise en cause par la loi depuis 1791, une police administrative forte est mise en place dès avant la Révolution et s'intensifie sous la monarchie de Juillet et le Second Empire autour des groupes d'homosexuels, notamment parisiens. Elle se caractérise par un recensement écrit, sous forme de fiches, des homosexuels identifiés, des prostitués homosexuels et travestis, le tout compilé dans les registres des pédérastes. Le but de ce fichage systématique était essentiellement de prévenir les chantages et les scandales publics tout en contrôlant la prostitution. Le fichage des homosexuels par la police n'est plus pratiqué depuis 1981.

Le régime de Vichy, par la loi du 6 août 1942 modifiant l'alinéa 1 de l'article 334 du Code pénal, établit une distinction discriminatoire dans l'âge de majorité sexuelle entre rapports homosexuels et hétérosexuels :
Cette loi crée une distinction explicite, on peut même dire une discrimination, entre rapports homosexuels et hétérosexuels s'agissant de l'âge à partir duquel un mineur civil peut entretenir une relation sexuelle avec un adulte, sans que cet adulte commette une infraction pénalement réprimée (21 ans pour les rapports homosexuels et 13 ans pour les rapports hétérosexuels puis 15 ans par l'ordonnance du 2 juillet 1945). À la Libération, cet alinéa n'est pas abrogé comme ce fut le cas pour un grand nombre de lois pétainistes. À peine modifié, ce paragraphe a été seulement déplacé à l'alinéa 3 de l'article 331 du Code pénal par l'ordonnance du 8 février 1945. Cette nouvelle loi punissait « … d'un emprisonnement de six mois à trois ans et d'une amende de 60 francs à 15 000 francs quiconque aura commis un acte impudique ou contre nature avec un individu de son sexe mineur de vingt et un ans. »
En 1974, l'âge de majorité sexuelle pour les rapports homosexuels est abaissé à 18 ans. Avec cette modification, l'alinéa 3 de l'article 331 est resté dans le Code pénal jusqu'au 4 août 1982, date où fut inscrite la loi Raymond Forni, rapportée par Gisèle Halimi et soutenue par Robert Badinter, votée le 27 juillet 1982,.
Il n'y a eu que deux lois à faire une mention explicite à l'homosexualité en France depuis la Révolution. Il y a eu donc l'article 331 décrit ci-dessus, mais aussi l'ordonnance du 25 novembre 1960 (créant l'alinéa 2 de l'article 330 du Code pénal), prise à la suite de l'amendement Mirguet, qui a doublé la peine minimum pour outrage public à la pudeur quand il s'agissait de rapports homosexuels (cette disposition a été supprimée en 1980 sur proposition du gouvernement Raymond Barre, présentée par Monique Pelletier, secrétaire d'État, reprenant la proposition de loi no 261 du 8 février 1978 d'Henri Caillavet). L'article 331 a été cependant beaucoup plus important que l'article 330, non seulement par sa durée (40 ans pour l'article 331, 20 ans pour l'article 330), mais aussi par sa valeur symbolique (les débats écrits, les discours et les manifestations politiques autour de l'article 331 ont tous été beaucoup plus nombreux que ceux autour de l'article 330).
Le pacte civil de solidarité (pacs) instauré en 1999 reconnaît deux personnes du même sexe en tant que couple mais n'instaure aucun lien de filiation entre les deux partenaires et l'enfant de l'un ou l'autre.
La loi du 30 décembre 2004 instaure la Haute Autorité de lutte contre les discriminations et pour l'égalité (HALDE). « Seront pénalisées de façon quasi identiques les provocations à la haine ou à la discrimination, l'injure ou la diffamation, concernant le racisme, l'homophobie, le sexisme, et l'handiphobie… Les associations de plus de 5 ans d'existence déclarée pourront se porter partie civile aux côtés des victimes ». La loi du 30 décembre 2004 concernait les propos publics (dans les médias audiovisuels : presse, livres, télévision) ; mais les autres, l'agression verbale dans la rue ou sur le lieu de travail restaient peu punies. Par le décret du 25 mars 2005, ces types d'agressions non publiques font l'objet d'une contravention nettement plus sévère qu'une simple injure (concerne aussi les propos sexistes et handiphobes).
L'élection de François Hollande à la présidence de la République en 2012 a ouvert la voie au mariage homosexuel comme prévu dans son programme, son gouvernement ayant obtenu la majorité à l'Assemblée nationale. Après un débat animé dans les deux assemblées, la loi « ouvrant le mariage aux couples de personnes de même sexe » est adoptée le 23 avril 2013.